# Echthronomas nigrifemur
Echthronomas nigrifemur là một loài tò vò trong họ Ichneumonidae.